# Ioan Barac

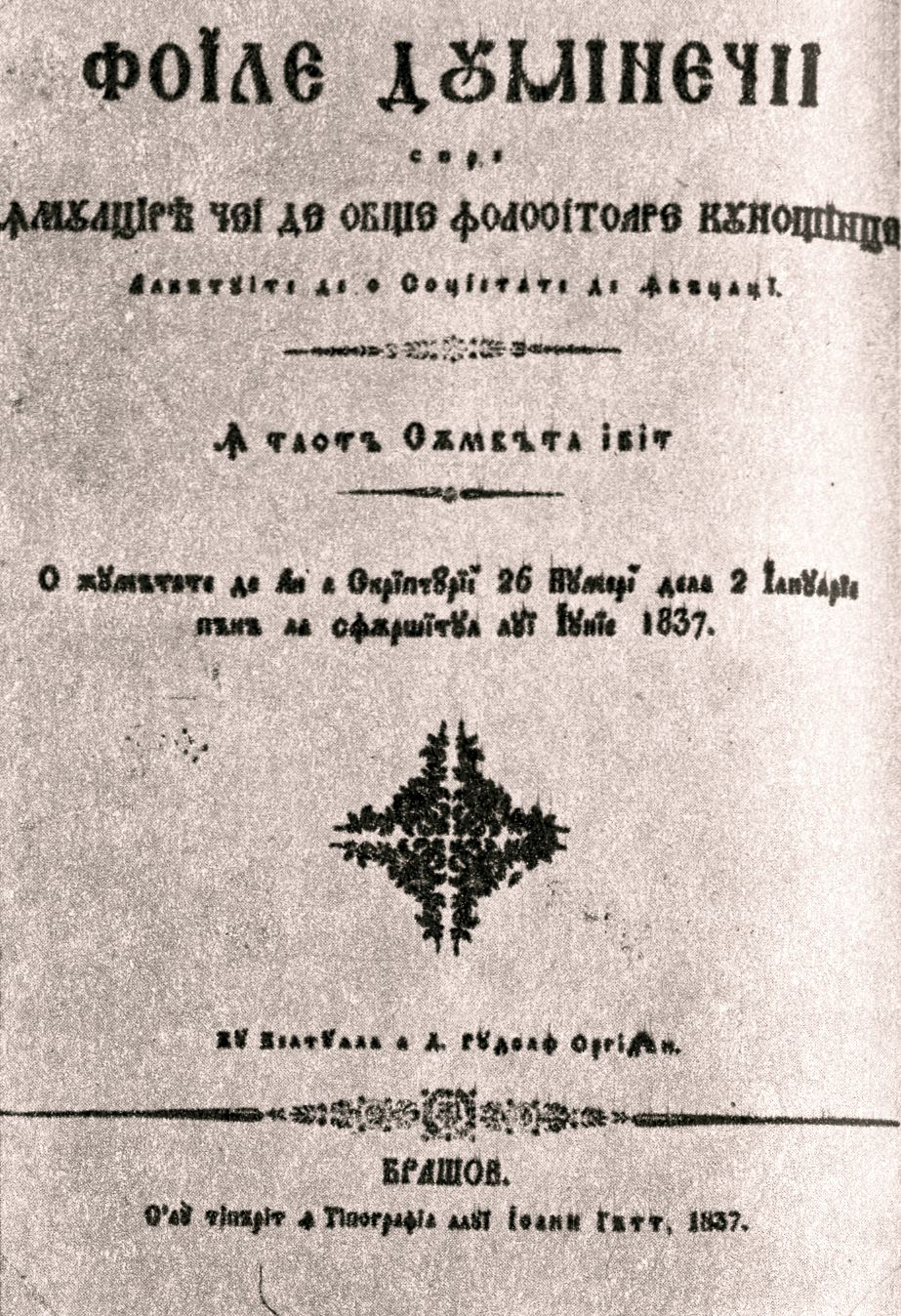
A Foile Duminecii egyik 1837-es számának címlapja

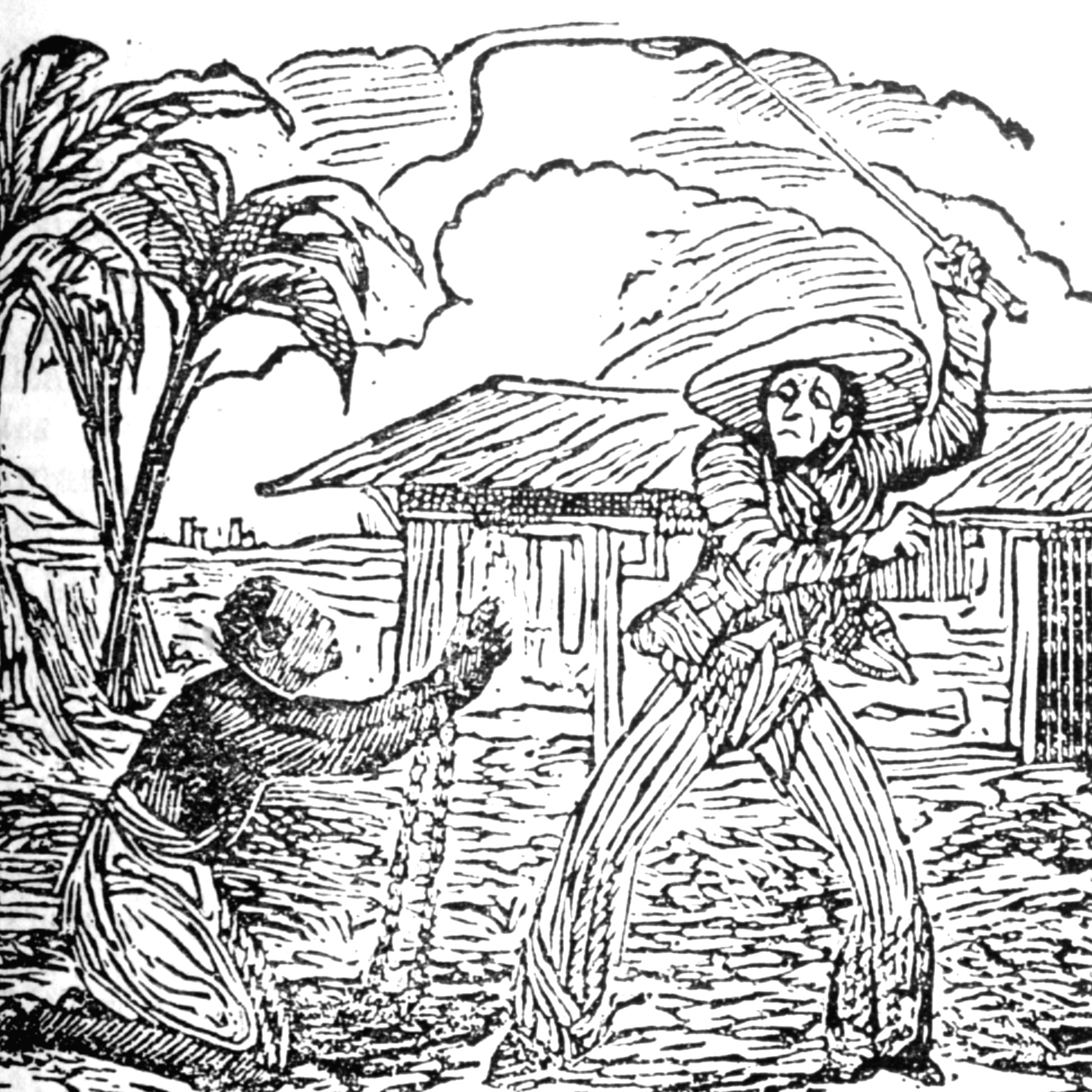
Rabszolgáját korbácsoló fehér ültetvényes (illusztráció a Foile Dumineciiből)

Ioan (vagy Ion, németesen Johann) Barac (vagy Baracu, eredetileg Popovici) (Alamor, 1776 – Brassó, 1848. július 10.) román költő.

## Élete
Iskoláit a nagyenyedi református kollégiumban és a kolozsvári piaristáknál végezte. Ezután előbb Feleken és Gheorghe Lazăr segítségével a brassói Bolgárszegen volt tanító, majd élete végéig Brassó város román fordítójaként dolgozott. 1837–1838-ban ugyanott megjelentette az első erdélyi román nyelvű folyóiratot. A Foaia Duminecii hetente jelent meg, illusztrációkat is tartalmazott és főként alacsony színvonalú német szépirodalmat adott közre fordításban. Az anyagi alapokat a helyi román kereskedők biztosították, a folyóiratnak mintegy 800 előfizetője volt.

## Munkássága
Rudolf Orghidan brassói kereskedő támogatásával népies formájú és ízlésű verses átdolgozásokat készített és jelentetett meg német és magyar nyelvből. Forrásai között szerepeltek a világirodalom nagyjai (Az Ezeregyéjszaka meséi, a Till Eulenspiegel, Shakespeare, Aeneas Silvius Piccolomini), a kor divatos írói (August von Kotzebue, Jean-François Marmontel, François-René de Chateaubriand), sok író magyar közvetítéssel: Josephus Flavius például Vályi Nagy Ferenc, Homérosz Dugonics András, Salomon Gessner pedig Kazinczy Ferenc nyomán.
Leghíresebb és legjobbnak tartott műve Gergei Albert Árgirus-históriájának román átdolgozása. Korábbi, humanista forrásokból vette át azt az allegorikus értelmezést, amely Árgirust Traianusszal, Ilonát pedig Daciával, vagyis Erdéllyel azonosítja. Műve a teljes román nyelvterületen népszerű lett, 1913-ig huszonhárom kiadást ért meg, folklorizálódott, 1888-ban pedig németre fordították. A magyar irodalomból átdolgozta még Fazekas Mihály Lúdas Matyiját (O paradigmă a leneșului Pipelea Gâscariu) és Mészáros Ignác Kartigámját.

## Művei
- Istoria despre Arghir cel frumos și Elena cea frumoasă și pustiită crăiasă ('Történet a szép Árgirusról és a szép és elhagyott Ilona királyasszonyról'). Nagyszeben, 1801, 2. kiadása Brassó, 1809
- Paginile cele minunate ale vestitului și viteazului craiului celui grecesc din Itachi, Odiseus ('Odüsszeuszról, Itakha híres és vitéz királyáról szóló csodálatos lapok'). 1816, kéziratban
- Risipirea cea de pre urme a Ierusalemului ('Jeruzsálem utolsó pusztulása'). Bukarest, 1821, 2. kiadása Nagyszeben, 1843
- O mie și una de nopți: Istorii arabicești sau Halima ('Ezeregyéjszaka'). 8 kötet, Brassó, 1836–1840
- Nașterea și toată viața minunatului Piticot de un cot și cu barbă cu tot ('Az egy könyökű és csupa szakáll Törpécske születése és egész élete'). Uo., 1842
- Cei trei frați gheboși sau Trei bărbați și o muiere ('A három púpos fiútestvér avagy Három férfi és egy asszony'). Uo., 1843
- Toată viața, istețiile și faptele minunatului Tilu Buhoglindă ('A csodálatos Till Eulenspiegel egész élete, csínyei és tettei'). Uo., 1840, 2. kiadása uo., 1846
- Tragedia lui Samson ('Sámson tragédiája'). Uo., 1846

## Külső hivatkozások
- A firenzei Cronologia della Letteratura Rumena szócikke
- A Székely Nemzeti Múzeum 2007-es kiállítási katalógusa Archiválva 2020. július 21-i dátummal a Wayback Machine-ben
- Barac egykori lakóháza a bolgárszegi Pța Unirii (korábban Prund) 3. sz. alatt